# Velay

Posizione del Velay in Alvernia.

Il Velay (in italiano tradizionale e in occitano: Velai) è una regione storico geografica della Francia, nel Massiccio Centrale, compresa tra l'alta valle dell'Allier a ovest e i monti del Vivarese a est.
È costituito da massicci cristallini e vulcanici (Meygal, 1 436 metri; monte Mézenc, 1 754 metri) che racchiudono bacini (bacino del Puy).
Esso corrisponde all'antico territorio gallico dei Vellavii, citati da Giulio Cesare, o dei Velauni, che compaiono sulle carte di Tolomeo. I suoi confini naturali sono ben individuati da rilievi e corsi d'acqua.
La contea episcopale del Velay fu a lungo unita all'antica Linguadoca, della quale costituiva lo stato più settentrionale. Dal 1789 costituisce la massima parte (i due terzi orientali) del dipartimento dell'Alta Loira, regione Alvernia-Rodano-Alpi.
Il centro principale è Le Puy.

## Geografia
Il Velay è circondato dalle regioni naturali seguenti:
- A sud ovest dalla Margeride
- A ovest dal Brivadois
- A nord dal Livradois e dal Forez
- A est dall'Alto Vivarais
- A sud-est dalle Boutières